# Гурьев, Виктор Петрович
Ви́ктор Петро́вич Гу́рьев (9 (21) ноября 1842, село Останкино — 14 (27) января 1912, село Фили, Московская губерния) — русский православный духовный писатель, протоиерей.

## Биография
Родился в подмосковном селе Останкино, в котором священствовал его отец — Петр Иванович Гурьев (1813 — 18 декабря 1869, Москва), сын протоиерея Хотьковского Покровского женского монастыря; впоследствии переведённый в Москву к церкви Иоанна Предтечи на Земляном Валу.
Старший брат, Серий Петрович Гурьев — известный церковный архитектор, в 1860-х г.г. служил «младшим архитектором» в гродненской епархии, был автором проекта мемориальной Александро-Невской церкви, проекта перестройки Софийского собора в Гродно, позднее строил храм Зачатия Святого Предтечи и Крестителя Иоанна в с. Крутое (ныне — Серебряно-Прудский район Московской области).
После переезда семьи в Москву Виктор Петрович поступил в духовное училище в Донском монастыре, а после его окончания — в Московскую духовную семинарию, которую окончил в 1862 году.
Осенью 1862 года он вместе с отцом едет в село Ильинское, Клинского уезда, Московской губернии, где знакомится со своей будущей супругой Марией Афанасьевной. Виктор Петрович подал прошение о разрешении жениться, 9 ноября митрополит Филарет на его прошении наложил резолюцию: «окончить дело производством и дозволить вступить в брак». В 19 лет Виктор Петрович становится священником и настоятелем храма Спаса Нерукотворного Образа в селе Ильинское (Толбузино).
Был настоятелем храма Спаса Нерукотворного Образа с 1862 по 1875 год. В этом селе отец Виктор открыл народную школу, ставшую в скором времени лучшей в уезде. Для этой цели он в своем саду отвел землю под школу, отдал для неё лес, который ему давался из казны. В Ильинском Виктор, одним из первых в России, устроил внебогослужебные собеседования с прихожанами. В храме ни одного воскресного и праздничного дня он не оставлял без проповеди, что в то время было редкостью. С 1872 по 1875 год Виктор был учителем в Малинском церковно-приходском училище. В 1875 году священник Виктор был переведен в храм Преображения Господня села Люберцы. В течение года Виктор священствовал в нём и преподавал Закон Божий в Люберецкой земской школе.
24 марта 1876 года священник Виктор был назначен настоятелем храма Покрова Пресвятой Богородицы села Фили. В этой церкви он служил 34 года, до выхода за штат в 1910 году по состоянию здоровья. Обязанности священника Виктор Гурьев совмещал с преподаванием. С 1879 по 1890 год он законоучительствовал безвозмездно в Шелепихинской земской школе; с 1891 по 1906 год в Покровском церковно-приходском приюте, также безвозмездно; с 1887—1897 год учительствовал и законоучительствовал в Покровской церковно-приходской школе. Московский уездный училищный совет поручил Виктору обозревать начальные сельские училища Московского уезда. Признанием пастырского опыта и авторитета отца Виктора явилось его утверждение в должности благочинного в 1902 году, а затем — духовника Хорошевского благочиния в 1907 году. Виктор Гурьев последовательно награждался набедренником, фиолетовой скуфьей в 1878 году, камилавкой в 1883 году, золотым наперсным крестом в 1888 году, вторым золотым крестом, осыпанный алмазами, в 1889 году, саном протоиерея в 1900 году; в 1896 году награждён орденом святой Анны III-й степени; в 1900 г. — возведен в сан протоиерея; в 1901 году награждён Библиею от Святейшего Синода; в следующем году — денежной наградой от Святейшего Синода; в 1904 году награждён орденом святой Анны II-й степени, и последней наградой был орден святого Владимира IV степени. С 1876 году начинается литературное сотрудничество протоиерея Виктора с московскими духовными журналами, преимущественно с «Душеполезным чтением», где печатал свои проповеди. С 1888 года протоиерей Виктор вместе с двумя московскими протоиереями стал издавать журнал «Кормчий». Печатался в сборниках «Душеполезное чтение», «Сеятель», «Троицкие Листки», «Кормчий». В конце 70-х годов Виктор Гурьев начал собирать свои проповеди для его «Пролога в поучениях» и «Четии Минеи в поучениях». В 1889 году выходит первое издание его «Пролога в поучениях», которых он пережил четыре, и пятое издание начало печататься пред его кончиной. Он работает над новым сборником поучений: «Четии-Минеи в поучениях на каждый день года». Этот труд Виктора Петровича издан в 4-х солидных томах. Затем он пишет «Поучения по руководству житий подвижниц восточной Церкви»; за ними — «Поучения по руководству Афонского патерика». Протоиерей Виктор Гурьев в 1893 году составил и издал «Историко-статистическое описание Московского уезда Покровской, села Покровского, на Филях, церкви», приуроченное к 200-летнему юбилею окончания строительства и освящения храма.
В 1895 году Виктор Петрович избирается, как представитель от духовенства, штатным членом Московского уездного училищного совета, в следующем году назначается Председателем Совета Московского уездного отделения Кирилло-Мефодиевского Братства. Священник Виктор пишет «Поучения по руководству жития преподобного Серафима Саровского», дополняет новыми поучениями и исправляет свой «Пролог», пишет «Поучения по руководству Киево-Печерского Патерика», составляет «Поучения по руководству жития преподобного Иоасафа, архиепископа Белгородского», которые только что появились в печати.
4 января Виктор Гурьев потерял сознание, произошло кровоизлияние в мозг; в течение 10 дней находился в бреду. 14 января протоиерей Виктор умер. Он был отпет в Богоявленском соборе в Дорогомилове друзьями покойного: епископом Анастасием в сослужении протопресвитера Успенского Собора Николая Александровича Любимова, 22 протоиереев и священников. Похоронен на Ваганьковском кладбище рядом с могилой своего сына Павла.

## Семья
- Прапрадед — Гурий Дмитрич, родоначальник фамилии Гурьевых, сельский священник Владимирской епархии.
- Прадед — Лев Дмитрич Гурьев, сельский священник Владимирской епархии.
- Дед — Иоанн Львович Гурьев (~1770 — 1850), заштатный протоиерей Хотькова монастыря.
- Отец — Петр Иванович Гурьев (1813 — 18 декабря 1869), священник Московской Иоанна-Предтеченской церкви на Земляном Валу, знаток немецкого, латинского, греческого и еврейского языков, был лектором греческого языка в духовной семинарии «с особенным усердием и благопоспешностью», как сказано в его аттестате. После Петра Ивановича осталась солидная библиотека из книг преимущественно на немецком языке.
- Жена — Мария Афанасьевна
  - Сын — Пётр Викторович (1863, Ильинское-Толбузино — 1943, Можайск), магистр Московской духовной академии, в 1900—1912 г.г. управляющий канцелярией Училищного совета при Синоде, затем управляющий канцелярией Святейшего Синода, действительный статский советник, участник Поместного Собора, член Соборного Совета (1917—1918). В 1922 г. арестован по делу патриарха Тихона, в 1924—1934 г.г в ссылке в Туркестане.
  - Сын — Николай (ок. 1866 — ок. 1869).
  - Сын — Павел Викторович (ок. 1867 — после 1896), окончил Московскую духовную семинарию и физико-математический факультет Варшавского университета.
  - Сын — Василий Викторович (1869 — 13 октября 1937, Бутово) — священник (с 1916 г. — протоиерей) церкви Знамения Божьей Матери в Кунцеве, тройкой НКВД был приговорен к расстрелу по обвинению в принадлежности к контрреволюционной церковно-террористической группе, священномученик.
  - Дочь — Елизавета (род. ок. 1873), жена священника Богоявленской, что в Дорогомилове, церкви Николая Михайловича Михайловского.
  - Дочь — Мария (род. ок. 1876), жена священника московской Василие-Кесарийской церкви Феодосия Степановича Никольского.
  - Дочь — Варвара (род. ок. 1878), жена священника Иоанна Успенского, законоучителя 8-й Московской классической гимназии.

## Сочинения
- Поучения по руководству Пролога. — [Москва] : Унив. тип., ценз. 1881. — 196 с.;
- Пролог в поучениях / Сост. свящ. Виктор Гурьев. — Москва : Афонск. рус. Пантелеймонов монастырь, 1889. — IV, 522, XIII с.;
- Поучения по руководству Четиих Миней / Святые ангелы суть наши невидимые защитники и хранители… / Свящ. В. Гурьев. — Москва, ценз. 1892. — 5 с.
- Поучения по руководству Четиих Миней. Лучший путь к обращению в православие заблуждающихся. — Москва, [1892]. — 5 с.
- Гурьев, Виктор Петрович (1842—1912). Письмо к Никону (Рождественскому, Николаю Ивановичу), архимандриту [рукопись]. — [Б. м.], 1902 сентября 20. — 2 лл.; 35,5 х 22,3 см. — (Рождественский Н. И. Письма к Никону от разных лиц).
- Поучения по руководству Пролога / 1. Одна из причин, по которой мы наживаем себе врагов… [и др. поучения] / [Свящ. В. Гурьев]. — [Санкт-Петербург, 1888]. — 14 с.;
- Поучения по руководству жития преподобного Памвы : (Чет.-мин. июля 18) / [Свящ. Виктор Гурьев]. — Москва, [1892]. — 6 с.
- Поучения по руководству Пролога / 1. Три друга [и др. поучения] / [Свящ. В. Гурьев]. — [Санкт-Петербург] : Рус. св. Ильинск. скит на Афоне, ценз. 1896. — 32 с.;
- Поучение и речь по случаю исполнившагося семидесяти-пятилетия со дня оставления неприятелю Москвы 1-го сентября 1812 года, сказанныя в церкви села Покровскаго, на Филях, и в Кутузовской избе-богадельне, священником Виктором Гурьевым. — Москва : Тип. бывшая Н. В. Любенкова, 1887. — 8 с.;
- Поучения по руководству житий подвижниц Восточной церкви / свящ. Виктор Гурьев. — Москва : Унив. тип., 1890. — 9 с.;
- Поучения по руководству житий св. подвижниц Восточной церкви : Взято из Четиих-Миней в поучениях свящ. В. Гурьева. — 2-е изд. — Москва : Афонск. рус. Пантелеймонов монастырь, 1902. — 122, II с.;
- Поучения по руководству жития блаженного старца Серафима Саровского / [Соч.] Прот. Виктора Гурьева. — Москва : Унив. тип., 1904. — 119 с., 1 л. фронт. (портр.);
- Поучения по руководству жития блаженного старца Серафима Саровского / [Соч.] Прот. Виктора Гурьева. — Москва : тип. т-ва И. Д. Сытина, 1905. — 192 с. : ил.; 23.
- Поучения по руководству Патерика Печерского / Сост. прот. Виктор Гурьев; Афон. Рус. Пантелеймонов монастырь. — Москва : Афонск. рус. Пантелеймонов монастырь, 1912 (типо-лит. И. Ефимова, преемник И. С. Ефимов). — 162, II с. : ил.;
- Поучения по житию святителя Иоасафа, епископа Белгородского / [Соч.] прот. Виктора Гурьева. — Москва : Афонск. рус. Пантелеймонов монастырь, 1914. — 86, II с. : портр.;
- Четии Минеи в поучениях на каждый день года [Текст] / сост. свящ. Виктор Гурьев, авт. кн. «Пролог в поучениях». — Москва : Изд. Афонскаго Русскаго Пантелеимонова монастыря, 1896 (Типо-литография И. Ефимова).